# در باب دلالت
«در باب دلالت» (به انگلیسی: «On denoting») مقاله‌ای است از فیلسوف بریتانیایی برتراند راسل که در سال ۱۹۰۵ منتشر شده است. یکی از مهم‌ترین ایده‌های این مقاله تحلیلِ راسل از وصف‌های معیّن است. برای مثال، تحلیل راسل از جمله‌ٔ «پدرِ چارلزِ دوم اعدام شد» این است که شخصِ منحصربه‌فردی هست که پدرِ چارلزِ دوم است، و هر چنین شخصی اعدام شد. نتیجه‌گیری راسل در مورد احکامِ منفیِ وجودی و نیز تحلیل او از ابهام در دامنهٔ سورها بسیار مشهور است و بسیار تأثیرگذار بوده است.
نظریه‌ٔ راسل در مورد وصف‌ها را، که اولین بیان مفصل‌اش در این مقاله بوده است، عموماً یکی از مهم‌ترین کارها در سنّت تحلیلی در فلسفه می‌دانند: مثلاً، در قولی مشهور، فرانک رمزی این نظریه را «نمونهٔ اعلای فلسفه» خوانده است.
صد سال بعد از انتشارِ مقالهٔ راسل، یک شمارهٔ نشریهٔ فلسفی مایند، با مقالاتی از دیوید کاپلان و سول کریپکی و چند فیلسوف برجستهٔ دیگر، به مقالهٔ راسل اختصاص یافت.